# ایست ویلیامستون
ایست ویلیامستون (به انگلیسی: East Williamston) یک منطقهٔ مسکونی در بریتانیا است که در پمبروکشر واقع شده‌است. ایست ویلیامستون ۱٬۸۴۴ نفر جمعیت دارد.